# Les Héros des Ardennes
Pour plus de détails, voir Fiche technique et Distribution.
Les Héros des Ardennes (Every Man's War) est  un long métrage de guerre narratif, indépendant, réalisé par Thad Smith et sorti en 2009. 
Il est sorti en DVD aux États-Unis le 18 mai 2010, par Virgil Films & Entertainment, et dans 43 pays à l'échelle internationale par Koan Entertainment. Il a été publié en Espagne par Paramount Pictures en mai 2010, sous le titre Los héroes de Las Árdenas.
Il est basé sur l'histoire vraie du Sgt. Don Smith, de la 94ème division d'infanterie. Une grande partie du film se déroule en janvier 1945, près de Nennig, en Allemagne, lors de la bataille des Ardennes. 
Le film a reçu le prix du « Meilleur long métrage narratif » au Festival du film GI 2009 et a remporté plusieurs autres prix, notamment un prix "Film Excellence" remis au réalisateur par la Film Oregon Alliance.

## Fiche technique
- Titre : Les Héros des Ardennes
- Titre original : Every Man's War
- Réalisation : Thad Smith
- Scénario : Craig Smith
- Musique : Chad Rehmann
- Photographie : Joel Stirnkorb
- Montage : Alex Brown
- Production : Jay Lance
- Société de production : One-Eighty Films
- Société de distribution : StudioDirect (États-Unis)
- Pays :  États-Unis
- Genre : Biopic, drame et guerre
- Durée : 104 minutes
- Date de sortie : 22 mai 2009 ( États-Unis)
- Sortie DVD : 18 mai 2010

## Distribution
- Cole Carson :  Sgt. Don Smith
- Lauren Blair :  Dorinne
- Mike Prosser :  Cpl. Starks
- Sean McGrath : Pvt. Benedetto
- Eric Martin Reid : Pvt. Fuller
- Brian Julian : Pvt. Heinrich

## Récompenses
- 2009 GI Film Festival Best Narrative Feature
- 2009 Film Excellence Award by Film